# Auftraggeber
Der Auftraggeber ist die Vertragspartei, die einem anderen im Rahmen eines Auftrags ein Geschäft zur unentgeltlichen Besorgung überträgt. Beim Auftrag  handelt es sich um einen im deutschen BGB in den §§ 662–674 vorgesehenen Vertragstyp. Der Beauftragte ist der Auftragnehmer.
Die Umgangssprache verwendet den Begriff des Auftraggebers umfassender als die rechtliche Fachsprache. Als Auftraggeber kommen umgangssprachlich beispielsweise  auch Käufer beim Kaufvertrag (Bestellung) in Betracht. Grundlage ist der vom Auftraggeber erteilte Auftrag. Für den Auftrag ist ein Tätigwerden des Auftragnehmers in fremdem Interesse (dem des Auftraggebers) wesentlich. Deshalb hat sich der Auftragnehmer bei der Auftragsausführung an die auftragsbezogenen Weisungen des Auftraggebers zu halten.
Nach der Art des Wirtschaftssubjekts unterscheidet man private Auftraggeber (Privathaushalte, Unternehmen und sonstige Personenvereinigungen) oder öffentliche Auftraggeber (der Staat und die öffentliche Verwaltung, öffentliche Unternehmen und Kommunalunternehmen).

## International
Das Recht des Auftraggebers ist in der Schweiz ähnlich wie in Deutschland geregelt (Art. 394 ff. OR), allerdings auch entgeltlich und auch Arbeitsverträge umfassend. Auch in Österreich sehen die §§ 1014 ff. ABGB ähnliche Regelungen vor. Den Auftraggeber trifft nach § 1004 ABGB in Verbindung mit § 1014 ABGB die Pflicht zur Zahlung des vereinbarten oder gesetzlichen Entgelts an Beauftragte. Nach § 1020 ABGB kann der Auftraggeber den Auftrag „nach Belieben“ widerrufen. Der Tod des Auftraggebers oder Beauftragten beendet im Regelfall den Auftrag (§ 1022 ABGB).